# أدولف إيغيبرج
أدولف إيغيبرج هو صحفي وسياسي نرويجي، ولد في 30 سبتمبر 1909، وتوفي في 22 يونيو 1972. نشط حزبياً في التجمع الوطني.